# Mario Pochettini
Mario Pochettini (Alessandria, 20 luglio 1918 – ...) è stato un calciatore italiano, di ruolo centrocampista.

## Carriera
Debutta in Serie B disputando una gara con l'Alessandria nel campionato 1938-1939; viene girato per un anno al Tigullia in Serie C prima di rientrare ad Alessandria.
Con i grigi disputa altri tre campionati di Serie B prima della seconda guerra mondiale per un totale di 63 presenze ed una rete, e nel dopoguerra gioca una gara nel campionato misto di Serie B-C Alta Italia 1945-1946.
Nel 1946 passa alla Carrarese, dove disputa altre 12 partite in serie cadetta.

## Palmarès

### Giocatore

#### Competizioni nazionali
- Campionato italiano di Serie B: 1

Alessandria: 1945-1946